# 노인 클로드
노인 클로드(Noin Claud)는 신풍괴도 쟌느의 등장인물이다.

## 소개
성우 - 야마구치 캇페이 / 이주창
마론이 다니는 고등학교에 전근해 온 역사 교사. 그 정체는 마왕이 보낸 악마 기사로 원래는 쟌 다르크의 부하였던 노인 크로드. 원작에서는 쟌 다르크가 사형되던 날 악마에게 영혼을 팔고 불사신이 되었다. 쟌 다르크를 사랑하고 있었다. 마론과 쟌 다르크를 동일시해 집요하게 접근한다. 신의 힘을 빼앗는 목적으로 마론의 순결을 가져가는 사명을 완수하려 한다.
사실은 진심으로 덮칠 생각은 없었다. 그러나 과거로 돌아가서 마론과 쟌 다르크가 다른 사람인 것을 깨닫고 나서 마론을 좋아하게 된다. 최종적으로 마론과 치아키를 응원하고 마론에게 세상에 대한 소망을 맡기게 된다. (그러나 미묘하게 다음 환생을 노리는 표정을 보이는 것으로 보아 그녀를 단념한 것은 아닌 것 같다.)
애니메이션에서는 마론을 지키기 위해 장렬한 최후를 맞았다. 핀이나 미스트와는 사이가 좋지 않다.